# Personaggi de Il professor Layton

Layton, Emmy Altava e Luke Triton ne Il professor Layton e l'eredità degli Aslant

Questa pagina contiene informazioni relative ai personaggi della saga di videogiochi riguardante il Professor Hershel Layton (sviluppata da Level-5).

## Personaggi principali

### Hershel Layton
Il professor Hershel Layton (エルシャール・レイトン教授?, Erushāru Reiton-kyōju), doppiato da Oliviero Corbetta, divenuto professore all'università Gressenheller a soli 27 anni, è un archeologo con la passione per gli enigmi. Nella prima trilogia, Layton ha 37 anni mentre nella seconda non è specificato. Nel corso della sua avventura incontrerà molte persone, tra cui il suo apprendista Luke Triton, un giovane ragazzino di 13 anni amante dei misteri, ed Emmy Altava, la sua assistente.

### Luke Triton
Luke Triton (ルーク・トライトン?, Rūku Toraiton), doppiato da Cinzia Massironi, è il fedele assistente ed apprendista del Professor Layton. Originario della città di Misthallery, decide di unirsi al professore a seguito della risoluzione de Il richiamo dello spettro. Amante degli animali, riesce a comprendere la loro lingua e a parlare con loro alla perfezione; tale capacità si rivelerà molto utile nel risolvere i casi. Luke è un ragazzino molto educato, riesce a risolvere enigmi che molti adulti non sono in grado di risolvere e il suo sogno nel cassetto è quello di diventare un perfetto gentiluomo proprio come Layton. Suo padre, Clark Triton, è un grande amico del professore con cui ha studiato nella stessa università. Tuttavia, Luke sembra essere molto più legato alla madre.

### Emmy Altava
Emmeline "Emmy" Altava, in giapponese Remi Altawa (レミ・アルタワ?, Remi Arutawa), doppiata da Emanuela Pacotto e Tania De Domenico (nel film), è la precedente assistente del professor Layton inviata dal rettore Stone per aiutarlo. Ama molto scattare fotografie e per questo porta la sua macchina fotografica ovunque vada.

### Flora Reinhold
Flora Reinhold in giapponese Aroma Reinford (アロマ・ラインフォード?, Aroma Rainfōdo), doppiata da Cinzia Massironi e Francesca Tretto (nel film), è la figlia del barone Augustus Reinhold che, alla sua morte, viene presa in adozione da Layton che ne diventa il tutore. Ama molto cucinare ma, secondo il parere di Luke e del professore, non sa farlo molto bene. Li seguirà in due casi contro il volere di Layton che cerca di proteggerla.

### Don Pablo
Don Pablo in giapponese Don Paul (ドン・ポール?, Don Pōru), doppiato da Oliviero Corbetta, è la nemesi del Professor Layton. Adirato con il professore per essersi fidanzato con la donna dei suoi sogni, Don Pablo escogita diversi piani per sconfiggere Layton, spesso travestendosi da persone a lui vicine. Alla fine, tuttavia, i due collaboreranno per il bene di Londra.

### Jean Descole
Jean Descole (ジャン・デスコール?, Jan Desukōru), doppiato da Lorenzo Scattorin e Alessandro D'Errico (nel film), è uno scienziato e archeologo mascherato mago indiscusso del travestimento. Grande rivale del professore, compete contro un'organizzazione criminale chiamata "Targent". Ne Il professor Layton e l'eredità degli Aslant si scopre sia il fratello maggiore del professore, a cui ha ceduto il nome dopo la sua sparizione a causa del rapimento del padre operato della Targent.

### Ispettore Chelmey
L'ispettore Chelmey (チェルミー警部?, Cherumī Keibu), doppiato da Francesco Orlando, è il capo della polizia di Scotland Yard a Londra. Ha un carattere molto burbero, testardo, intransigente e pignolo; pretende sempre di avere ragione, pur sapendo spesso di non averla. Ne Il professor Layton e l'eredità degli Aslant si scopre essere il cognato dell'ispettore Grosky.

### Ispettore Grosky
L'ispettore Grosky (クランプ・グロスキー?, Kuranpu Gurosukī), doppiato da Stefano Albertini ne Il richiamo dello spettro e La maschera dei miracoli, Riccardo Rovatti ne L'eredità degli Aslant e Mario Zucca nel film, è un ispettore di polizia proveniente da Scotland Yard. Virile, atletico ed energico, è un grande amico dell'ispettore Chelmey ed Emmy. Non fa sempre un buon lavoro con le sue indagini, ma si fida ciecamente di Layton e delle sue deduzioni. Ha un animo puro e onesto, anche se questo lo rende spesso vittima di raggiri. Il personaggio ha un ruolo simile all'Ispettore Chelmey nella seconda trilogia della serie.

### Katrielle Layton
Katrielle Layton (カトリーエイル・レイトン?, Katorīeiru Reiton), doppiata da Emanuela Pacotto, è la figlia del professor Layton e protagonista del gioco Layton's Mystery Journey: Katrielle e il complotto dei milionari. È alla ricerca del padre, scomparso misteriosamente nel nulla ma nel frattempo, dovrà risolvere diversi casi collegati ai sette personaggi più ricchi di Londra chiamati "i Sette Draghi".

### Nonna Enigmina
La Nonna Enigmina compare per la prima volta ne Il professor Layton e il paese dei misteri, e si presenta come un'anziana bassa signora con un cappello da strega. Ella ha la funzione di raggruppare gli enigmi non più disponibili a causa dell'avanzare della trama (ad esempio, se prima toccando un lampione si scopre un enigma, e poi questo lampione verrà abbattuto, il rompicapo non sarà più disponibile, e quindi esso finirà da Nonna Enigmina). Nonostante il paese sia popolato da robot, ella non lo è. Ricompare nel seguito del gioco, dove viaggia sul treno con una miniatura in scala della sua casa diroccata, che conterrà gli enigmi. Appena si arriva a Folsense, andrà ad abitare in un'altra casa a pezzi. Nel terzo capitolo va in vacanza, e lascia il suo compito ad Apenigma, un'ape col suo stesso incarico. Verso la fine del gioco Apenigma verrà schiacciata da Enigmarta, nipote di Nonna Enigmina, di cui ne fa le veci. Nel quarto capitolo (un prequel), per ovviare al fatto che Layton non l'aveva mai incontrata prima del primo gioco, ella è vista soltanto da Emmy (assente nei primi tre giochi) che, prima di dissolversi, le dirà che gli enigmi perduti li raccoglierà il suo gatto Oscar.

## Personaggi secondari

### Clark Triton
Clark Triton, doppiato da Marco Balzarotti, è il padre di Luke e sindaco di Misthallery, oltre a essere un ottimo amico del professor Layton. Tuttavia, la relazione con suo figlio non è molto buona a causa dei problemi causati dallo spettro, che costringono il sindaco a essere freddo con lui. Clark, in seguito alla distruzione della città causata dallo spettro, invia una lettera a Layton chiedendogli aiuto. Successivamente, però, si scopre che la lettera, era in realtà stata scritta da suo figlio Luke.

### Agente Barton
L'agente Connestabile Barton è un poliziotto di 27 anni pasticcione, che segue gli ordini del suo superiore. Suo padre, Gilbert, morì a causa di un errore di Chelmey, ed è per questo che egli si sente in dovere di istruire Barton.

### Pavel
Pavel è un bizzarro esploratore totalmente incosciente di dove si trovi. Quando cerca di andare in un luogo, finisce sempre per capitarne in un altro.

### Foltbaffen
Foltbaffen è un eccentrico anziano che compare nei primi tre giochi. Ha la principale funzione di spiegare cosa sono le monete aiuto.

## Personaggi deIl professor Layton e il paese dei misteri

### Lady Dahlia
Lady Dahlia è la seconda moglie del Barone Reinhold, identica nell'aspetto alla prima, ma diversa nel carattere. Difatti il barone, abbattuto dalla morte della moglie, ne creò una copia per colmare il vuoto. Tuttavia, per non confondere la piccola Flora, ne modificò il carattere, rendendola scorbutica e presuntuosa. Fu lei ad inviare la lettera a Layton, invitandolo a svelare il segreto della Mela d'oro.
Nella versione originale, il personaggio è doppiato da Atsuko Tanaka.

### Lady Viola
Lady Viola era la precedente e amatissima moglie del Barone Reinhold, prima della sua inaspettata morte, che gettò nello sconforto il marito e la figlia.

### Bruno
Bruno è l'addetto al mantenimento dei robot a Saint-Mystère, nonché il creatore del villaggio. È lui la causa delle misteriose sparizioni a Saint-Mystère, ma si scopre che rapiva gli abitanti, tra cui Ramòn, solo per “ripararli”. Abita nella torre al centro del villaggio, ed è lui, azionando i macchinari, che provoca gli strani rumori che si sentono arrivare da quel posto.

### Barone Augustus Reinhold
Il defunto Barone Reinhold era padre di Flora, nonché ideatore del villaggio che sarebbe servito a trovare un degno tutore per sua figlia. Dopo la morte della moglie creò Lady Dahlia per non fare sentire sola Flora, ma tutti i suoi sforzi si rivelarono vani quando morì.

## Personaggi deIl professor Layton e lo scrigno di Pandora

### Friederich Herzen Beluga
Il Signor Beluga è il fratello minore di Anton Herzen. In rapporti molto freddi col padre, a soli vent'anni decise di andarsene da Folsense con una parte del patrimonio e, cambiando il cognome in Beluga, costruì lo sfarzoso Molentary Express, diventando ricco. Ha un carattere molto iroso, ed è ossessionato dal possedere lo Scrigno degli Elisi. Samuel Thunder lo definisce “zio”, ma si ignorano i rapporti di parentela tra i due.

### Katia Anderson
Figlia di Sir Anderson e nipote di Sofia e Anton, Katia scapperà da casa senza il consenso del padre per raggiungere suo nonno. È anche la narratrice dell'intera vicenda.

### Anton Herzen
Anton Herzen è il duca di Folsense, ritenuto un vampiro immortale dalla popolazione. Fa la sua prima apparizione ne Il professor Layton e lo scrigno di Pandora. Innamoratosi da giovane di Sofia, dopo la sua partenza, patirà un lungo periodo di solitudine (rimanendo anche, a sua stessa insaputa, l'unico essere umano a Folsense), fino a quando non arriverà la nipote Katia a spiegargli ciò che era successo. È figlio del Duca Herzen e fratello del Signor Beluga.
Nella versione originale, il personaggio è doppiato da Takao Osawa. In italiano invece è doppiato da Paolo De Santis.

### Sofia
Sofia era la ragazza di cui il duca Anton si innamorò perdutamente. Se ne andò da Folsense a causa delle nubi tossiche che fuoriuscivano dalla miniera per il bene del bambino che portava in grembo. Inconsapevole di ciò, Anton lo prese come un tradimento, finché, a un anno dalla morte di Sofia, non gli sarà fatta luce da sua nipote Katia.

### Duca Herzen
Padre di Anton e del Signor Beluga. Uomo arrogante e avido morto che pur di estrarre metallo prezioso dalla miniera di Folsense, non si curò del bene dei suoi abitanti, né della città. Morì anni prima degli eventi del gioco.

## Personaggi deIl professor Layton e il futuro perduto

### Luke del futuro
Luke, cresciuto di dieci anni, fa la sua prima comparsa nel 3º capitolo del gioco, quando Hershel Layton e Luke sono diretti presso il Casinò Seven Hearts, con lo scopo di incontrarlo per farsi aiutare a recuperare il primo ministro del loro tempo. Accompagnerà per tutto il viaggio Layton e Luke, tranne che in un paio di capitoli.
Verso la fine del gioco si scopre essere l'antagonista principale che, agendo nell'ombra, ha ingannato tutti i personaggi. Viene rivelato che non è il vero Luke, ma il suo nome reale è Clive. I suoi genitori morirono in incidente avvenuto 10 anni prima, per un errore di uno scienziato, il futuro primo ministro Bill Hawks, e venne consolato da un signore: il professor Layton. Essendo orfano, fu adottato da una ricchissima e anziana duchessa: Constance Dove. Da allora Clive iniziò a covare un piano folle per la sua vendetta. Aiutato da Dimitri Allen, ha costruito un possente macchinario in grado di distruggere tutta Londra, in seguito disattivato da Layton e Luke.
Nella versione originale, il personaggio è chiamato "giovane Luke" (青年ルーク?, Seinen Rūku) ed è doppiato da Shun Oguri e Yuri Lowenthal. In italiano invece è doppiato da Paolo De Santis.

### Claire Folley
Claire Folley (クレア・フォーリー?, Kurea fōrī), doppiata da Debora Magnaghi, è stata la fidanzata di Layton e il suo più grande amore. Morì a causa di uno sfortunato incidente scientifico, tuttavia, prima che l'esplosione avvenisse, ella fu teletrasportata ai giorni nostri. Per tutto il capitolo de Il professor Layton e il futuro perduto si spaccierà per una ragazza di nome Celeste. Quando Layton scoprirà la sua vera identità sarà ormai troppo tardi, e Claire sarà costretta a tornare al momento in cui sarebbe morta.

### Dimitri Allen
Dimitri Allen è un malvagio scienziato ossessionato dall'idea di viaggiare nel tempo.
Circa dieci prima della storia costruì una macchina del tempo ma, accortosi della troppa pericolosità di quest'ultima, decise di non portare a termine il progetto. Ma Bill Hawks, suo capo e finanziatore (ora Primo ministro), proseguì con l'esperimento, uccidendo dieci persone, tra cui Claire, che Dimitri amava e i genitori di Clive. Nei tempi in cui è svolta la storia, e per vendetta, ha formato un "alleanza" con quest'ultimo e ha rapito Bill Hawks durante una presentazione della sua finta macchina del tempo a Londra, sotto le mentite spoglie di un certo "Dr. Stahngun"; e lì lui ed Hawks (già Primo ministro) scompaiono misteriosamente.
Più avanti nella storia, Layton, Luke, Flora, l'Ispettore Chelmey, Barton, Clive, Claire (sotto le mentite spoglie di Celeste) e Don Pablo si incontrano in un bar sul Tamigi, dove Layton rivela tutta su ciò che stava succedendo, Dimitri viene scoperto, essendo mascherato da barista. Clive viene anche scoperto e si viene a sapere che anche lui, insieme a Dimitri, guidava l'organizzazione mafiosa. Clive rivela che vuole vendicarsi di Dimitri e Bill Hawks per aver causato la morte dei suoi genitori e di tutti gli scienziati che hanno lavorato su una macchina molto più imponente: la sua fortezza mobile.
Dopo aver salvato tutti e dopo che la Londra sotto terra viene distrutta, Clive viene arrestato: questo rivela però che aveva già calcolato tutto, anche la sua sconfitta, infatti aveva chiamato Layton, all'oscuro di Dimitri, proprio per fermare quest'ultimo e lui stesso. Dimitri invece rivela a Layton che Celeste è in realtà Claire del passato, poiché durante l'esplosione, poco prima che lei morisse, la macchina del tempo aveva funzionato (anche se solo per un secondo) e inviato nel futuro (oggi) le molecole di Claire. Infatti, la ragione per il quale Dimitri stava lavorando sulla macchina del tempo era di mantenere Claire viva ai giorni nostri, perché le sue molecole cercavano di tornare nel passato, ma non c'è riuscito e Claire è dovuta tornare al suo tempo, al momento dell'esplosione.
In italiano il personaggio è doppiato da Marco Balzarotti.

### Bill Hawks
William Hawks, detto "Bill", è il primo ministro d'Inghilterra. Fa la sua prima apparizione ne Il professor Layton e il futuro perduto ed è la prima persona a usare la macchina del tempo sviluppata dal Dr. Stahngun, alias Dimitri Allen. Quando la macchina esplode, sia Hawks che Dimitri scompaiono. 
È oggetto dell'odio di Dimitri poiché ha testato una macchina del tempo su Claire quando non era ancora collaudata.
Nella versione originale, il personaggio è doppiato da Akihiko Ishizumi. In italiano invece è doppiato da Marco Balzarotti.

### Crystal e Quartz
Marito e moglie, sono proprietari di un negozio di orologi, in cui ne è presente un esemplare gigante che si dice consenta di viaggiare nel tempo. In realtà, l'azionamento di tale orologio, fa soltanto calare l'intero negozio in una zona sotterranea a Londra.

## Personaggi deIl professor Layton e il richiamo dello spettro

### Brenda Triton
È la moglie di Clark e madre di Luke. Viene rapita da Descole per ricattare suo marito. Alla fine viene liberata da Emmy Altava.

### Arianna Barde
Figlia dell'odiato signor Barde, alla sua morte i cittadini del villaggio hanno cominciato a odiarla a causa del padre. Viene così reputata una strega che vuole portare la distruzione del villaggio. 
Ha una malattia che la costringe a restare a casa e a non uscire fuori. Sentendosi molto sola, stringe un forte rapporto con la gigantesca foca Loosha, diventando migliori amici. Quando lo spettro attacca il villaggio, Arianna usa l'ocarina ereditata dal padre per controllare Loosha e chiederle di fermare lo spettro.
Alla fine del gioco verrà portata dalla foca nel Giardino Dorato, dove l'aria salutare la guarirà dalla sua malattia. Dopo di ciò tornerà a scendere nel villaggio e diventerà amica della banda del Corvo Torvo.

### Tony Barde
Tony è il fratello minore di Arianna. Adirato per come i cittadini parlavano male della sorella, fece capitare brutte cose a essi, dando vita alla diceria che Arianna fosse una strega. Dopo essere stato smascherato da Layton smetterà di compiere questi gesti. Per scendere nel mercato si travestiva dall'anziano giardiniere Henry.

### Gilbert
Gilbert è il padre del Connestabile Barton, ed ex superiore dell'Ispettore Chelmey 10 anni prima del terzo capitolo. Morì a seguito di un errore di Chelmey e lui non se lo perdonò mai.

### Jakes
Capo in sovrappeso della polizia di Misthallery, per aver risolto ogni caso, viene chiamato “il Veggente”. In realtà le conclusioni che dava ai casi erano molto superficiali e non punivano mai il vero colpevole. Si allea con Descole per aiutarlo nel trovare il Giardino dorato e per fare ciò cerca di intralciare Layton in ogni modo. Col professore si comporta in modo molto sgarbato, ma col resto dei cittadini è molto educato e rispettato.

### Toppy
Toppy è un topo viola usato da Luke per prevedere dove attaccava lo spettro senza uscire dalla sua stanza. Difatti il topolino gli riferiva dove l'acqua dei canali era più bassa e quindi dove sarebbe avvenuto l'attacco.
In un minigioco in cui bisogna acchiappare dei topi, compare anche Toppy, ma se lo si acchiappa verranno tolti punti.

### Corvo Torvo
Il Corvo Torvo è un alto individuo con una veste e un cappuccio nero che porta una lugubre e oblunga maschera. Getta nel panico Layton, Luke ed Emmy quando appare dinanzi a loro mentre sono alla ricerca del mercato nero. Quando Emmy cerca di inseguirlo, egli scappa e, come se si teletrasportasse, spunta da un luogo a un altro. Quest'enigma viene spiegato razionalmente dal Professor Layton: esistono più Corvi Torvi. Difatti sparsi per il mercato ci sono vari bambini, i cui genitori hanno perso il lavoro alla fabbrica, che gestiscono delle bancarelle. Questi bambini sono i gestori del mercato nero e costituiscono il Corvo Torvo.

### Loosha
Loosha è un gigantesco incrocio tra una foca e un lamantino, l'ultima della sua specie. Sentendosi sola, divenne amica fin da cucciola di Arianna e Tony, anche loro sofferenti di solitudine a causa della però recente morte del loro padre. 
Essi potevano controllarla con un'ocarina che avevano ereditato da loro padre, il quale a sua volta l'aveva comprata al mercato nero. Quando lo spettro attaccò la città, Arianna controllò Loosha chiedendole di fermarlo; tuttavia, avvolte dalla fitta nebbia, le due creature apparivano come un solo essere.
Arianna, per proteggere il suo amico, scacciò il professor Layton quando questi le chiese informazioni, e solo quando questi le disse che aveva capito tutto, riuscì a fidarsi.
Dopo aver sconfitto Descol Loosha, gravemente ferita, abbatté la diga, destando l'ira di Arianna. Tuttavia l'animale non voleva far altro che mostrare al gruppo l'entrata del Giardino dorato, situata in fondo al lago; difatti la sua specie, ormai estinta, proveniva da là. Lo scopo di Loosha era quello di guarire Arianna con l'aria incontaminata del giardino, tuttavia morì a causa delle gravi ferite riportate nel combattimento.

## Personaggi deIl professor Layton e l'eterna Diva

### Janice Quatlane
Janice Quatlane è una celebre cantante d'opera ed ex allieva del professore. Richiede il suo aiuto quando una bambina le viene incontro affermando di possedere la vita eterna. Solo alla fine si scoprirà che sta nascondendo un segreto persino a Layton. Melina Whistler, l'amica deceduta, aveva infatti preso possesso del corpo di Janice, con il suo consenso, per fermare il folle piano del padre.
Nella versione originale, il personaggio è doppiato dalla cantante giapponese Nana Mizuki e da Emma Tate. In italiano invece è doppiata da Ludovica De Caro.

### Oswald Whistler
Famosissimo compositore d'opera e apprezzato musicista di 54 anni. Dice di essere stato incaricato di comporre un'opera su Ambrosia, ma è in realtà lui, assieme a Descole, che ha organizzato tutto il piano. Difatti il gioco il cui vincitore avrebbe ottenuto la vita eterna, serviva a stabilire una persona in grado di contenere i ricordi della sua figlia defunta, Melina. Infatti, egli, con la sua ultima invenzione, il Detragan (uno marchingegno in grado di suonare contemporaneamente tutti gli strumenti di un'orchestra) ha racchiuso i ricordi della figli in attesa di una persona in grado di contenerli. Alla fine verrà arrestato.

### Melina Whistler
Figlia di Oswald e migliore amica di Janice, morta un anno prima dell'inizio del film all'età di 22 anni.

### Nina
Bambina di sette anni che sostiene di aver ottenuto la vita eterna. In realtà è una comune bambina rapita da Oswald Whistler per impiantarle i ricordi della figlia.

## Personaggi deIl professor Layton e la maschera dei miracoli

### Angela Ledore
Colei che ha scritto la lettera di aiuto al Professor Layton. Ha 35 anni anche se non li dimostra. È sposata con Erik Ledore (per finta). Sembra aver avuto una relazione con Randall, in passato.

### Randall Ascot
Ricco giovane che ha scaturito l'interesse per l'archeologia.
Andato un giorno con il professor Layton per trovare Akubadain e il tesoro degli Aslant.
Si pensò che fosse morto ma un uomo lo salvò e lo curò come un figlio. Andato a Montedore, si fece chiamare il Gentiluomo mascherato, ma alla fine si scoprì essere Randall dopo 18 anni.

### Erik Ledore
Trentacinquenne che, attraverso il successo della città, è diventato milionario. All'inizio della vita da milionario, Erik fece costruire solo un punto di riferimento per chi ritrovava Randall che poi, si allargò sempre più fino a diventare Montedore.

## Personaggi deIl professor Layton e l'eredità degli Aslant

### Leon Bronev
Capo della Targent e padre di Layton e Descole, è stato rapito quando i suoi figli erano ancora bambini. Prima di diventare il capo della Targent voleva trovare l'eredità degli Aslant per ottenere la libertà per sé e per la moglie Rachel, morta in ospedale diversi anni prima.

### Desmond Sycamore
È un archeologo molto famoso e considerato un'autorità nel campo degli Aslant. In seguito si rivelerà essere Descole.

### Aurora
È la messaggera del popolo degli Aslant, creata dalla civiltà caduta per proteggere l'eredità e la denominata "mummia vivente".